# إليعازر هالفين
إليعازر هالفين (بالعبرية: אליעזר חלפין‏) (18 يونيو 1948 - 6 سبتمبر 1972) مصارع الفريق الأولمبي الإسرائيلي في دورة الألعاب الأولمبية الصيفية 1972 في ميونيخ بألمانيا الغربية. بالإضافة إلى 10 رياضيين ومدربين آخرين احتجزه إرهابيون فلسطينيون من أيلول الأسود. في نهاية المطاف تم نقلهم إلى مطار ألماني وأثناء محاولة الإنقاذ التي قامت بها الشرطة الألمانية قتل جميع الرهائن التسعة. خلص التشريح اللاحق الذي أجراه معهد الطب الشرعي بجامعة ميونخ إلى أن هالفين توفي نتيجة رصاصة في القلب ولاحظ أن نعناع فيفيل وجد في جيوب بنطلون جثته.
كان إليعازر ميكانيكي وولد في ريغا في الاتحاد السوفيتي. هاجر إلى إسرائيل في عام 1969 وأصبح رسميا مواطنا قبل سبعة أشهر من وفاته. خلف والداه وشقيقته.
كان إليعازر مصارع خفيف الوزن وكان نشطا لمدة 11 عاما. في إسرائيل كان عضوا في نادي هابويل تل أبيب. حصل على المركز 12 في بطولة العالم. خلال عام 1971 احتل المركز الثاني في المسابقة الدولية في بوخارست عاصمة رومانيا. في عام 1972 في اليونان احتل المركز الثالث. كانت المشاركة في دورة الألعاب الأولمبية 20 سلطت الضوء على حياته المهنية وحلمه.
دفن إليعازر في مقبرة كريات شاؤول في تل أبيب.